# NGC 279
NGC 279 (ook wel PGC 3055, UGC 532, MCG 0-3-19A, MK 558, ZWG 384.18 of IRAS00495-0229) is een spiraalvormig sterrenstelsel in het sterrenbeeld Walvis. NGC 279 staat op ongeveer 156 miljoen lichtjaar van de Aarde.
NGC 279 werd op 1 oktober 1785 ontdekt door de Duits-Britse astronoom William Herschel.